# Codice ATC V09
Il codice ATC V09 "Radiofarmaci diagnostici" è un sottogruppo terapeutico del sistema di classificazione Anatomico Terapeutico e Chimico, un sistema di codici alfanumerici sviluppato dall'OMS per la classificazione dei farmaci e altri prodotti medici. Il sottogruppo V09 fa parte del gruppo anatomico V dei Farmaci Vari.
Codici per uso veterinario (codici ATCvet) possono essere creati ponendo la lettera Q di fronte al codice ATC umano: QV ...
Numeri nazionali della classificazione ATC possono includere codici aggiuntivi non presenti in questa lista, che segue la versione OMS.

## V09A Sistema nervoso centrale

### V09AA Composti del tecnezio (99mTc)
V09AA01 Tecnezio (99mTc) esametazima
V09AA02 Tecnezio (99mTc) bicisato

### V09AB Composti dello iodio (123I)
V09AB01 Iodio iofetamina (123I)
V09AB02 Iodio iolopride (123I)
V09AB03 Iodio ioflupane (123I)

### V09AX Altri radiofarmaci diagnostici per il sistema nervoso centrale
V09AX01 Indio (111In) acido pantetico
V09AX03 Iodio (124I) 2β-carbometossi-3β-(4-iodofenil)-tropano
V09AX04 Flutemetamolo (18F)
V09AX05 Florbetapir (18F)
V09AX06 Florbetaben (18F)

## V09B Scheletro

### V09BA Composti del tecnezio (99mTc)
V09BA01 Tecnezio (99mTc) acido ossidronico
V09BA02 Tecnezio (99mTc) acido medronico
V09BA03 Tecnezio (99mTc) pirofosfato
V09BA04 Tecnezio (99mTc) acido butedronico

## V09C Sistema renale

### V09CA Composti del tecnezio (99mTc)
V09CA01 Tecnezio (99mTc) acido pentetico
V09CA02 Tecnezio (99mTc) succimer
V09CA03 Tecnezio (99mTc) mertiatide
V09CA04 Tecnezio (99mTc) gluceptato
V09CA05 Tecnezio (99mTc) gluconato
V09CA06 Tecnezio (99mTc) etilenedicisteina

### V09CX Altri radiofarmaci diagnostici per il sistema renale
V09CX01 Sodio iodoippurato (123I)
V09CX02 Sodio iodoippurato (131I)
V09CX03 Sodio iotalamato (125I)
V09CX04 Cromo (51Cr) edetato

## V09D Fegato e sistema reticoloendoteliale

### V09DA Composti del tecnezio (99mTc)
V09DA01 Tecnezio (99mTc) disofenina
V09DA02 Tecnezio (99mTc) etifenina
V09DA03 Tecnezio (99mTc) lidofenina
V09DA04 Tecnezio (99mTc) mebrofenina
V09DA05 Tecnezio (99mTc) galtifenina

### V09DB Tecnezio (99mTc), particelle e colloidi
V09DB01 Tecnezio (99mTc) nanocolloidi
V09DB02 Tecnezio (99mTc) microcolloidi
V09DB03 Tecnezio (99mTc) millimicrosfere
V09DB04 Tecnezio (99mTc) colloidi con stagno
V09DB05 Tecnezio (99mTc) colloidi con zolfo
V09DB06 Tecnezio (99mTc) colloidi con renio solfuro
V09DB07 Tecnezio (99mTc) acido fitico

### V09DX Altri radiofarmaci diagnostici per il fegato e il sistema reticoloendoteliale
V09DX01 Selenio (75Se) acido tauroselcolico

## V09E Sistema respiratorio

### V09EA Tecnezio (99mTc) inalanti
V09EA01 Tecnezio (99mTc) acido pentetico
V09EA02 Tecnezio (99mTc) technegas
V09EA03 Tecnezio (99mTc) nanocolloidi

### V09EB Tecnezio (99mTc) particelle per iniezione
V09EB01 Tecnezio (99mTc) macrosalb
V09EB02 Tecnezio (99mTc) microsfere

### V09EX Altri radiofarmaci diagnostici per il sistema respiratorio
V09EX01 Kripton (81mKr) gas
V09EX02 Xeno (127Xe) gas
V09EX03 Xeno (133Xe) gas

## V09F Tiroide

### V09FX Vari radiofarmaci diagnostici per la tiroide
V09FX01 Tecnezio (99mTc) pertecnetato
V09FX02 Ioduro di sodio (123I)
V09FX03 Ioduro di sodio (131I)
V09FX04 Ioduro di sodio (124I)

## V09G Sistema cardiovascolare

### V09GA Composti del tecnezio (99mTc)
V09GA01 Tecnezio (99mTc) sestamibi
V09GA02 Tecnezio (99mTc) tetrofosmina
V09GA03 Tecnezio (99mTc) teboroxim
V09GA04 Tecnezio (99mTc) albumina umana
V09GA05 Tecnezio (99mTc) furifosmina
V09GA06 Cellule marcate con tecnezio (99mTc) e agente stannoso
V09GA07 Tecnezio (99mTc) apcitide

### V09GB Composti dello iodio (125I)
V09GB01 Fibrinogeno (125I)
V09GB02 Iodio (125I) albumina umana

### V09GX Altri radiofarmaci diagnostici per il sistema cardiovascolare
V09GX01 Tallio (201Tl) cloruro
V09GX02 Indio (111In) imciromab
V09GX03 Cellule marcate con cromo (51Cr) cromato
V09GX04 Rubidio (82Rb) cloruro

## V09H Rilevamento di infiammazioni e infezioni

### V09HA Composti del tecnezio (99mTc)
V09HA01 Tecnezio (99mTc) immunoglobulina umana
V09HA02 Cellule marcate con tecnezio (99mTc) esametazina
V09HA03 Tecnezio (99mTc) anticorco antigranulocita
V09HA04 Tecnezio (99mTc) sulesomab

### V09HB Composti dell'indio (111In)
V09HB01 Cellule marcate con indio (111In) oxinato
V09HB02 Cellule marcate con indio (111In) tropolonato

### V09HX Altri radiofarmaci diagnostici per il rilevamento delle infezioni e infiammazioni
V09HX01 Gallio (67Ga) citrato

## V09I Rilevamento dei tumori

### V09IA Composti del tecnezio (99mTc)
V09IA01 Tecnezio (99mTc) anticorpo AntigeneAntiCarcinoEmbrionico
V09IA02 Tecnezio (99mTc) anticorpo antimelanoma
V09IA03 Tecnezio (99mTc) succimero pentavalente
V09IA04 Tecnezio (99mTc) votumumab
V09IA05 Tecnezio (99mTc) depreotide
V09IA06 Tecnezio (99mTc) arcitumomab
V09IA07 Tecnezio (99mTc) hynic-octreotide
V09IA08 Tecnezio (99mTc) etarfolatide
V09IA09 Tecnezio (99mTc) tilmanocept

### V09IB Composti dell'indio (111In)
V09IB01 Indio (111In) pentetreotide
V09IB02 Indio (111In) satumomab pendetide
V09IB03 Indio (111In) anticorpo anticarcinomaovarico
V09IB04 Indio (111In) capromab pendetide

### V09IX Altri radiofarmaci diagnostici per il rilevamento dei tumori
V09IX01 Iobenguano (123I)
V09IX02 Iobenguano (131I)
V09IX03 Iodio (125I) CC49-anticorpo monoclonale
V09IX04 Fludeossiglucosio (18F)
V09IX05 Fluorodopa (18F)
V09IX06 Sodio fluoruro (18F)
V09IX07 Fluorometilcolina (18F)
V09IX08 Fluoroetilcolina (18F)

## V09X Altri radiofarmaci diagnostici

### V09XA Composti dello iodio (131I)
V09XA01 Iodio (131I) norcolesterolo
V09XA02 Iodocolesterolo (131I)
V09XA03 Iodio (131I) albumina umana

### V09XX Vari radiofarmaci diagnostici
V09XX01 Cobalto (57Co) cianocobalamina
V09XX02 Cobalto (58Co) cianocobalamina
V09XX03 Selenio (75Se) norcolesterolo
V09XX04 Ferro (59Fe) citrato